# Grigore Petrenco
Grigore Petrenco (n. 17 ianuarie 1980) este un politician de stânga din Republica Moldova, care din 2005 până în 2014 a deținut funcția de deputat în Parlamentul Republicii Moldova, pe listele Partidului Comuniștilor din Republica Moldova.

## Biografie

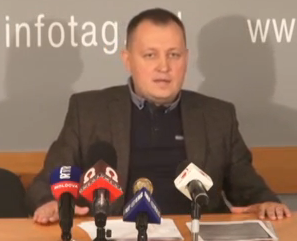
Grigore Petrenco în 2015

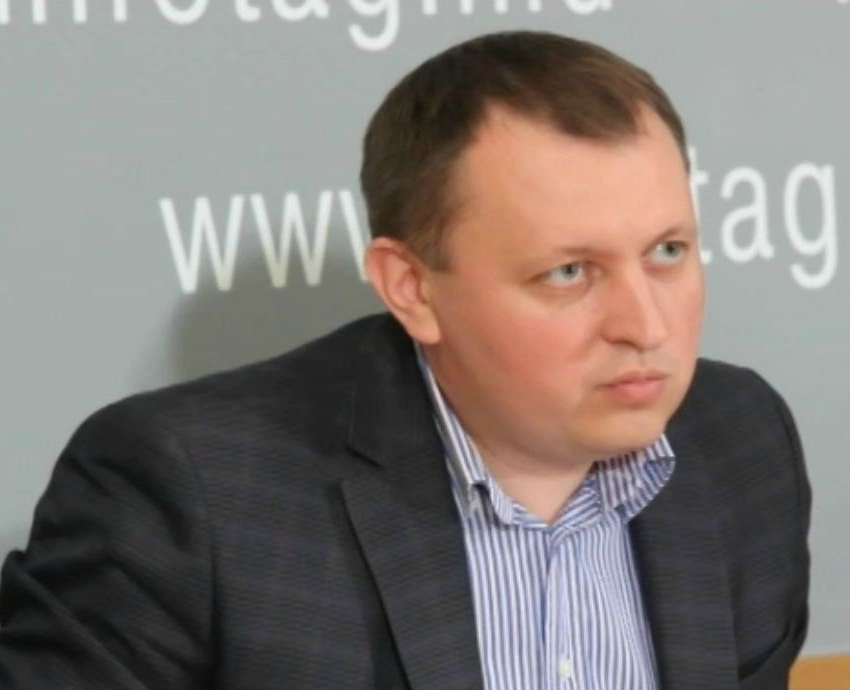
Grigore Petrenco în mai 2015

Grigore Petrenco s-a născut la data de 17 ianuarie 1980. Este de profesie economist. A aderat la Partidul Comuniștilor din Republica Moldova, fiind ales ca prim-secretar al Uniunii Tineretului Comunist din Moldova și membru al Comitetului Politic Executiv al Comitetului Central al PCRM. 
La alegerile parlamentare din martie 2005, a fost ales ca deputat în Parlamentul Republicii Moldova pe listele Partidului Comuniștilor. În această calitate, a fost ales ca președinte al Comisiei pentru politică externă și integrare europeană.
Din data de 16 aprilie 2007 este reprezentant al Republicii Moldova la Adunarea Parlamentară a Consiliului Europei. Vorbește limba engleză.
Împreună cu Irina Vlah, Grigore Petrenco face parte din Biroul executiv al Partidului Stângii Europene (majoritar comunist) în care a fost ales la al II-lea congres, la Praga, în 24 noiembrie 2007, printre Pedro Marset, Antoni Barbara, Angel Tomas, Javier Alcazar, Isabel Lopez Aulestia, Jose Luis Centella și Maite Mola (Spania), Jean-François Gau și Christine Mendelsohn (PC francez), Nicole Cahen et Paul Marcus (PC Belgian), Brigitte Berthousoz et Norberto Crivelli (Elveția), Lothar Bisky, Christiane Reymann și Helmut Schotz (Die Lincke, Germania), Waltraud Fritz-Klackl și Günther Hopfgartner (PC austriac), Graziella Mascia și Fabio Amato (Italia), Anamaria Cheloiu și Simion Somacu (Partidul Alianței Socialiste din România), Laszlo Kupi și Laszlo Szabo (Ungaria), Miroslavà Hornichovà și Jiři Hudeček (rep. Cehă), Enn Ehala și Katrin Sepp (PC estonian), Stelios Pappas și Anastasia Theodorakopulos (Grecia), Funda Ekır și Tayfun Mater (Turcia).
În 2007, Grigore Petrenco a contribuit la înființarea « Comunități moldovenești din România » rezervată moldovenilor născuți în Republica Moldova, declarați ca « naționalitate » diferită de cea românească. Cunoscând legea română și bazându-se pe faptul că în dreptul României cuvintele « naționalitate » și « cetățenie » înseamnă două lucruri diferite, Grigore Petrenco se aștepta ca autoritățile române să reacționeze interzicând-o, ceea ce s-a și produs prin decizia tribunalului din Pașcani (dosarul nr. 4094/866/2007).
Odată această decizie publicată, bazându-se pe faptul că în Europa (și în dreptul internațional), cuvântul « naționalitate » înseamnă « cetățenie », Grigore Petrenco a început o campanie politică și de presă prin care acuză România că nu le recunoaște moldovenilor (sau persoanelor originare din Republica Moldova) dreptul constituțional de a se asocia.
La data de 26 iunie 2008, Grigore Petrenco a prezentat în fața Comitetului Miniștrilor de Externe al Uniunii Europene întrebarea nr. 551 relativă la „refuzul autorităților românești de a recunoaște dreptul Moldovenilor de a avea o identitate națională” (documentul nr. 11668): „În ce măsură atitudinea autorităților românești este conformă cu normele Consiliului Europei, și ce dispoziții va lua Consiliul Miniștrilor pentru a preveni violarea dreptului Moldovenilor din România de a avea o identitate națională, și pentru a pune capăt acestui viol?”.
Din 12 mai pînă la 28 august 2009 Grigore Petrenco a deținut funcția de vicepreședinte al Parlamentului al Republicii Moldova. În 2014 între Petrenco și liderul comuniștilor moldoveni, Vladimir Voronin s-a iscat un conflict, după ce la ratificarea Acordului de Asociere dintre RM și UE în Parlamentul Republicii Moldova - PCRM a părăsit sala de ședință, iar Petrenco a fost unicul deputat comunist care a votat împotrivă. Ulterior, în vara lui 2014, Petrenco, alături de Marc Tkaciuk și Iurie Muntean au fost excluși din Comitetul Executiv al Partidului Comuniștilor. Decizia a fost luată la plenara PCRM, în urma propunerii lui Vladimir Voronin, după care Petrenco l-a acuzat pe liderul PCRM de minciună și trădare, solicitându-i lui Vladimir Voronin să nu-și mai înainteze candidatura sa la funcția de președinte PCRM și că este gata să-și propună propria candidatură pentru funcția de președinte al partidului. În octombrie 2014 Petrenco a fost exclus din PCRM, fiind acuzat că a încălcat statul formațiunii.
La alegerile parlamentare din 30 noiembrie 2014 a fost inclus pe poziția a patra în lista candidaților din partea Partidului „PATRIA”, condus de Renato Usatîi, dar cu două zile înainte de alegeri partidul a fost exclus din cursa electorală.
Pe 10 aprilie 2015 Grigore Petrenco a aderat la partidul „Casa Noastră — Moldova”, totodată fiind ales în calitate de președinte al partidului.
În mai 2015 Grigore Petrenco s-a înscris în cursa pentru funcția de primar al Chișinăului din partea Partidului „Casa Noastră — Moldova”. La alegerile din 14 iunie 2015 el a acumulat 0,21% din voturi.
Pe 6 septembrie 2015, în paralel cu protestele de amploare din Piața Marii Adunări Naționale, Grigore Petrenco cu un grup mic de persoane sub conducerea sa au organizat un protest în fața sediului Procuraturii Generale. Acțiunea s-a soldat cu violențe, 6 politiști fiind răniți, iar 5 persoane au fost reținute. Peste două zile Petrenco a primit 30 de zile de arest. Protestatarii ceruseră demisia procurorului general și ar fi vrut să intre cu forța în clădirea procuraturii și să-și instaleze corturi în fața acesteia.